# Daniel Mazzucco
Daniel Mazzucco (Córdoba, 12 de mayo de 1963) es un exatleta y actual piloto de cuatriciclo argentino.
Posee 11.00 segundos en 100 m llanos en la década de 1980.
En sus inicios, iba a entrenar en un Fiat 128 IAVA.
También incursionó en el ciclismo, especialmente de descenso, donde un accidente serio terminó con su etapa de competición.
Seis veces consecutivas campeón argentino de cross country en la categoría quads 4x4 entre 2010 y 2015.
En 2010 se inscribió en el Dakar, participando en todas las ediciones hasta 2017 y obteniendo su mejor resultado en 2012 y 2014, donde llegó 8.º. Mazzucco salió tres veces campeón del Dakar en la categoría quads 4x4 hasta la edición de 2016. En la edición de 2017, al finalizar la octava etapa, Mazzucco lideraba su categoría con más de dos horas de diferencia sobre su perseguidor más inmediato y se colocó en cuarto lugar de la general de quads.

## Palmarés
- 2016: 4° en el Campeonato Argentino de Cross Country 4x4
- 2015: Campeón Argentino de Cross Country en quads 4x4.
- 2014: Campeón Argentino de Cross Country en quads 4x4.
- 2013 5° en la general y 1° en la categoría 4x4 del Rally de los Sertoes, Brasil.
- 2013: Campeón Argentino de Cross Country en quads 4x4.
- 2012: Campeón Argentino de Cross Country en quads 4x4.
- 2011: Campeón Argentino de Cross Country en quads 4x4.
- 2010: Campeón Argentino de Cross Country en quads 4x4.
- 7 victorias en el Dakar Series Desafío Ruta 40 en Quads 4x4 (2011, 2012, 2013, 2014, 2016, 2017 Norte y Sur)

## Resultados

### Rally Dakar
| Año     | Categoría | Vehículo | Posición | Etapas |
| ------- | --------- | -------- | -------- | ------ |
| 2010    | Quads     | Can-Am   | 10.º     | -      |
| 2011    | Quads     | Can-Am   | 9.º      | -      |
| 2012    | Quads     | Can-Am   | 8.º      | -      |
| 2013    | Quads     | Can-Am   | Ret.     | -      |
| 2014    | Quads     | Can-Am   | 8.º      | -      |
| 2015    | Quads     | Can-Am   | Ret.     | -      |
| 2016    | Quads     | Can-Am   | Ret.     | -      |
| 2017    | Quads     | Can-Am   | Ret.     | -      |
| 2018    | Quads     | Can-Am   | 14.º     | -      |
| Fuente: |           |          |          |        |